# The Goat Puzzle
The Goat Puzzle je uganka v priznani pustolovski videoigri razvijalca Revolution Software Broken Sword: The Shadow of the Templars (1996). Za rešitev uganke se mora protagonist George Stobbart izogniti udarcu kozla, da pridobi dostop do podzemnega izkopavanja v gradu v irskem naselju Lochmarne. Znana je kot ena najtežjih uganka v videoigrah zaradi izzivanja igralca na drugačen način kot prejšnje uganke v igri. Bila je poenostavljena v "režiserjevem rezu" igre. Znana je tudi pod imeni The Infamous Goat Puzzle, The Infamous Goat, The Wretched Goat ali le The Goat.

## Uganka
V pustolovski videoigri razvijalca Revolution Software Broken Sword: The Shadow of the Templars (1996), protagonist George Stobbart razkriva skrivnost o Templarjih. Rokopis, ki ga je našel med razskavo, ga vodi v grad irskega naselja Lochmarne. Tam se nahaja vhod v podzemno izkopavanje. Privezan kozel sedi blizu vhoda, vendar je veriga za katero je privezan dovolj dolga, da lahko kozel zbije Georgea in mu tako onemogoči dostop do vhoda. Na levi strani ekrana se nahaja star del kmečkega stroja. George ne more priti do stroja, ker kozel nadaljuje z zbijanjem. George mora pustiti kozlu, da ga udari ko hoče priti to vhoda, medtem ko se pa kozel vrača na svoje prvotno mesto, mora igralec klikniti na stroj, kar sproži da se George hitro pobere, teče do stroja in ga rahlo premakne. Kozel bo Georgea ponovno zbil, a medtem pa se mu bo veriga zapletla s strojem. To Georgeu omogoči, da se svobodno gibanje in dostop do izkopavanja.

## Pomen
Mnogi igralci in publikacije štejejo "Kozjo uganko" za eno najzahtevnejših ugank v videoigrah. So-ustanovitelj Revolutiona in avtor serije Broken Sword Charles Cecil, oblikovalec serije Broken Sword Steve Ince in tudi publikacije so razložile, da uganka velja za težko, ker se igralec ni srečal z "časovno kritičnimi" ugankami do tega trenutka v igri, kar pomeni, da igralec "ne bi nujno ugotovil, da bi klik na stroj ob določenem sprožil ta dogodek."
Chris Csullion revije Official Nintendo Magazine je rekel "če si igral [Broken Sword], ti bo po besedah 'the goat puzzle' verjetno tekel mrzel pot." Computer and Video Games jo je leta 2011 dodala na listo "Najtežjih ugank v videoigrah". Leta 2012 se je uganka pojavila na listi "5 noro težkih in zapletenih ugank v videoigrah" strani GameFront.
Uganka je bila poenastavljena v "režiserjevem rezu" igre (2009) z, glede na izjavo Cecila, dodajanjem bolj logične rešitve. Ta verzija igra vključuje dnevnik v katerega si lik zapisuje podatke. Po končani "kozlovski" uganki piše v Georgevem dnevniku: "No, 'lochmarnski duh' je le hud Billy kozel. Za trenutek sem pomislil, da bo zelo težko priti mimo, ampak na koncu je bilo presenetljivo enostavno. Kdo bi si mislil?", kar se nanaša na ugled originalne uganke. Velikonočno jajce, ki vključuje govorečega kozla je vsebovano v prvem Broken Sword nadaljevanju Broken Sword II: The Smoking Mirror (1997). Revolution je potrdil, da se bo kozel vrnil v četrtem nadeljevanju Broken Sword: The Serpent's Curse (2013) na Kickstarter strani igre, kot del doseženega $800.000 "raztezanega cilja". Kozel se bo pojavil v prihajajoči pustolovščini razvijalca Anarchy Enterprises Devil's Cove kot "pirh", v demonični, risani, ali demonično-risani obliki.
"Kozlovsko" blago je bilo proizvedeno The Serpent's Curse Kickstarter kampanjo. Podporniki, ki so zbrali $250 stopnjo ali pa dodali $50 njihovem prispevku so prejeli kozje-oblikovan 16GB USB flash ključek. Fani so ustvarili "prispevni klub" imenovan "Order of the Goat"; za pridružitev so podporniki morali dodati $7.77 svojem prispevku. Podporniki, ki so dodali $30 njihovem prispevku so lahko prejeli kozje-oblikovano majico ali kozje-oblikovan odpirač za steklenica. Podporniki, ki so prispevku dodali $500 ali več so tudi dobili odpirač.